# Новая (Мостовское сельское поселение, у д. Берёза)
Новая — деревня в Оленинском муниципальном округе Тверской области.

## География
Находится в юго-западной части Тверской области на расстоянии приблизительно 18 км на запад по прямой от административного центра округа поселка Оленино на левом берегу речки Берёза.

## История
В 1859 году здесь (деревня Бельского уезда Смоленской губернии) было учтено 3 двора, в 1939 — 15. До 2019 года входила в состав ныне упразднённого Мостовского сельского поселения.

## Население
Численность населения: 35 человек (1859 год), 25 (русские 100 %) в 2002 году, 10 в 2010.